# IC 216
IC 216 ist eine elliptische Zwerggalaxie vom Hubble-Typ E3 im Sternbild Walfisch südlich des Himmelsäquators. Sie ist schätzungsweise 135 Millionen Lichtjahre von der Milchstraße entfernt und hat einen Durchmesser von etwa 10.000 Lj.
Das Objekt wurde am 4. Dezember 1891 vom französischen Astronomen Stéphane Javelle entdeckt.